# Conflicto de intereses de relevancia jurídica
Conflicto de intereses de relevancia jurídica es aquel conflicto que se genera cuando un sujeto, con su acción u omisión, produce como resultado el quebrantamiento del ordenamiento jurídico (sea una norma jurídica imperativa, prohibitiva o permisiva).
El conflicto de intereses jurídicamente trascendente es denominado por la doctrina como litigio. En este sentido, el profesor Francisco Hoyos Henrechson define al litigio como un conflicto intersubjetivo de intereses, jurídicamente trascendente, reglado por el derecho objetivo, y caracterizado por la existencia de una pretensión resistida.

## Formas de solución de los conflictos
- La autotutela o autodefensa.
- La autocomposición.
- La heterocomposición.

## Formas autocompositivas unilaterales
- La renuncia.
- El desistimiento.
- El allanamiento.

## Formas autocompositivas bilaterales
- La transacción.
- La mediación.
- El avenimiento.
- La conciliación.
- La suspensión condicional del procedimiento.
- Los acuerdos reparatorios.